# Orbita transatmosferyczna
Orbita transatmosferyczna – orbita wokół ciała niebieskiego, na której perygeum przecina się z atmosferą owego ciała. Transatmosferyczna orbita okołoziemska zazwyczaj wykorzystuje zdefiniowaną przez Międzynarodową Federację Lotniczą linię Kármána, która znajduje się na wysokości 100 kilometrów nad powierzchnią Ziemi. Ciała na takich orbitach doznają znacznego oporu atmosferycznego, który powoduje szybką deorbitację jeśli obiekt nie jest napędzany.
Na transatmosferycznych orbitach okołoziemskich umieszczono kilka sztucznych satelitów, zwykle z powodu awarii rakiety nośnej. Orbita taka została wykorzystana między innymi do przetestowania ponownego wejścia w atmosferę samolotu kosmicznego Intermediate eXperimental Vehicle.